# William Svedberg
Leo William Emanuel Svedberg, född 17 mars 1992, är en svensk tidigare barnskådespelare.

## Filmografi
- 1997 - Kalle Blomkvist och Rasmus (Rasmus)
- 1999 - Julens hjältar (Torbjörn)
- 1999 - Mamy Blue (Erik)
- 1999 - Stora & små Mirakel (Kalle, Bosses son)
- 2002 - Karlsson på taket (Lillebrors röst)
- 2004 - Veddemålet
- 2005 - Skattejakten